# 區間振盪指標
區間振盪指標（detrended price oscillator，DPO)，此指標主要是將鈍化的問題去除掉，也就是將長期趨勢影響價格的問題去化，其中 detrended 顧名思義就是去除掉趨勢的意思，如同橡皮筋一樣顯示出該股價波動區間的範圍，因此有助於投資人辨識價格趨勢的週期。

## 計算公式
計算DPO公式，需要先指定一段時間為 n（比如時間期間為7日，n=7），大於這段時間的長期價格趨勢將被排除，只留下短期的振盪。
故需建立一段期間價格的移動平均，公式如下：
1.MA(Moving Average)= n日收盤價加總 / n
2.DPO ＝ 收盤價 - ((n/2)+1)日的MA

## DPO指標基本應用
DPO指標主要由惠特曼·巴塞特(Walt Bressert)所提出，此人主要在研究股價交互作用時發現，如果透過觀察長短週期運動規律，可以估計出價格高點與價格低點。
基本用法如下：
(1) DPO>零軸，所選擇的股票目前處於多頭狀態；並且設定一條超買線（按照歷史價格波動設定），當DPO波動高於超買線時，價格將出現短期的高點。
(2) DPO<零軸，所選擇的股票目前處於空頭狀態；並且設定一條超賣線（按照歷史價格波動設定），當DPO波動低於超賣線時，價格將出現短期的低點。